# The ghost of you
«The ghost of you» es una canción de la banda My Chemical Romance; es la sexta pista y tercer sencillo de su segundo álbum, Three cheers for sweet revenge (2004). Es la segunda canción en llegar al n.º 1, luego del sencillo anterior, «Helena». El título de la canción viene del cómic Watchmen, en cuya historia hay un aviso publicitario que dice: «Oh, how the ghost of you clings».

## Lista de canciones
Versión 1 (CD promocional)
1. «The ghost of you» – 3:15

Versión 2 (CD)
1. «The ghost of you» – 3:14
2. «Helena» (en vivo para Warped Tour bootleg series) – 4:32

Versión 3 (CD)
1. «The ghost of you» – 3:16
2. «I'm not okay (I promise)» (en vivo para Warped Tour bootleg series) – 2:59
3. «Cemetery drive» (en vivo para Warped Tour bootleg series) – 2:58

Versión 4 (disco de vinilo)
1. «The ghost of you» – 3:26
2. «Helena» (en vivo para Warped Tour bootleg series)
3. «I'm not okay (I promise)» (en vivo para Warped Tour bootleg series)
4. «Cemetery drive» (en vivo para Warped Tour bootleg series)

Versión 5 (descarga digital)
1. «The ghost of you» – 3:16
2. «I'm not okay (I promise)» (en vivo para Warped Tour bootleg series) – 2:59
3. «Cemetery drive» (en vivo para Warped Tour bootleg series) – 2:58

## Videoclip
El videoclip fue filmado durante dos días en Malibú (California). La mayor parte del video tiene lugar en un baile de la United Service Organizations (USO) donde la banda está tocando, pero el resto representa una escena del Día D, en la que los integrantes de la banda interpretan a soldados norteamericanos en un duro combate. En el baile, el uniforme de un soldado lleva puesto un parche de la 101.ª División Aerotransportada, también conocida como Águilas Aulladoras (Screaming Eagles); sin embargo, la 101.ª División Aerotransportada no estuvo involucrada en desembarcos en la playa, sino que fueron lanzados en paracaídas a través de las líneas enemigas en el Día D.
El video toma un giro emocional cuando el bajista Mikey Way es herido y muerto por disparos alemanes, a pesar de que el médico (interpretado por Ray Toro) intenta salvarlo, añadiéndole énfasis al sentimiento de pérdida del que trata la canción. Este es visto llevando un parche de la 1.ª División de Infantería en el video. La 1.ª División de Infantería, la "Big Red One", fue la primera en desembarcar en la playa de Omaha el 6 de junio de 1944, así que tiene sentido. Mientras Mikey muere, Gerard grita y es retenido (aunque no hay sonidos distintos a la canción). En el DVD Life on the murder scene Ray le habla a Mikey su parte que dijo mientras trataba de salvarlo. Originalmente era: «¡Mikey! ¡estás muerto! (¿¡Cómo te sientes!?)» («Mikey! you're dead! [How do you feel!?]»).
El 9 de septiembre de 2005, en su cuarto día, la canción fue catapultada sorpresivamente al n.º 1 en el ranking de videoclips de MTV Total request live.
Mikey Way, en una entrevista con el canal Fuse, afirmó que cuando la puerta de la lancha se abrió, y la banda corrió hacia la salida de la lancha, debido al peso de todos los miembros, los extras y el equipo combinado, llenaron la lancha de agua a tal punto de que la banda estuvo a punto de terminar ahogada. Esta contrariedad fue captada por el equipo de My Chemical Romance, y fue incluido, junto con el making of y el video mismo, en el DVD Life on the murder scene.
En ese mismo DVD, se muestra que durante su gira con Green Day, MCR muestra el video de «Wake me up when September ends», que también trata sobre guerra. Gerard temía que «The ghost of you» fuera igual a aquel, pero aquel trata sobre la pérdida de alguien amado. «Green Day de un modo nos dio su bendición», dijo Gerard.
El video tuvo un costo superior a los 300 000 dólares, y fue inspirado por la película Saving Private Ryan.

### Errores del videoclip
Mientras los soldados están en las lanchas "Higgins boats", se aprecia un soldado con un parche de la 2. Batallón Ranger. Cuando los soldados desembarcan en la playa, ellos portan una insignia de la 1.ª División de Infantería. Durante la batalla de Normandía, esas dos unidades no estuvieron juntas en la playa de Omaha.
Al comienzo del video, podemos ver a Mikey Way tocando un Fender Precision Bass. Este bajo comenzó a venderse desde el año 1951. Habría sido históricamente más exacto que tocara un contrabajo, pero Mikey nunca ha tocado uno de ellos.
Al final del video, cuando la cámara se acerca hacia el angustiado ojo de Gerard, en la distancia es posible ver un soldado de una manera muy relajada y tranquila.
Cuando las lanchas Higgins boats abren sus puertas, ningún hombre es asesinado. Sin embargo en el día D, fueron muchos hombres los que murieron a causa de los MG42, aunque estos datos pueden ser ajenos al video, teniendo en cuenta que la historia se centra en la muerte de Mikey.

### Cubierta del CD
La portada de la caja de «The ghost of you» tiene el mismo estilo o tema que la serie de HBO llamada Band of brothers. El texto en la portada recuerda mucho a las usadas en los juegos Medal of honor.